# Museo archeologico di Orbetello
Il Museo archeologico di Orbetello è un museo situato nella città di Orbetello, in provincia di Grosseto.

## Storia
Una prima raccolta di oggetti antichi ad Orbetello fu realizzata dall'ispettore onorario Pietro Raveggi, che istituì l'antiquarium cittadino nel 1923. Il nucleo iniziale, ospitato presso la biblioteca comunale, era costituito principalmente da oggetti rinvenuti dal Raveggi stesso durante le sue occasionali ricerche (si ricorda quella del 1925 in località Brilletto), ma si arricchì quando furono acquistate le collezioni delle famiglie De Witt e Del Rosso; altre collezioni, donate gratuitamente al Comune, furono quelle dei Mazzini, di Raffaele Barbesi, di Vittorio Vannini, di Amina Varoli, degli Spano, dei Berni, della Società aziende agricole maremmane, e soprattutto quella di Faraoni del 1941, probabilmente la più interessante, che consisteva nell'intero corredo della tomba della Serpentara a Pescia Romana.
Alla morte del Raveggi, avvenuta nel 1951, l'antiquarium cadde in stato di abbandono e l'anno successivo Maria Santangelo fu incaricata dal professor Giacomo Caputo, soprintendente alle antichità dell'Etruria, e dal professor Frank E. Brown, direttore della Scuola di studi classici dell'Accademia americana, di redigere un nuovo inventario e di effettuare una nuova organizzazione della raccolta. Nel 1954 fu pubblicato il primo catalogo dell'antiquarium di Orbetello, inaugurato l'11 settembre dello stesso anno nella nuova sede presso il Palazzo Pretorio. In questi anni il museo si ampliò grazie all'acquisto di alcuni buccheri provenienti dal Chiarone e di reperti romani rinvenuti durante dei lavori al canale Pertuso, mentre un'idea dell'ispettore Ennio Graziani permise nel 1957 di incrementare notevolmente la raccolta: in cambio di un premio, i trattoristi delle zone di Pescia Fiorentina e Pescia Romana erano invitati a cedere al Comune le varie opere o reperti da loro ritrovati durante il lavoro nelle campagne. Tuttavia, con il passare degli anni, il museo finì per essere trascurato e ciò ne comportò la chiusura, avvenuta nel 1974.
Nel 1990 fu iniziato da parte della Soprintendenza per i beni archeologici della Toscana un intervento di catalogazione e riordino dei materiali: tra le scoperte più significative vi è da segnalare la ricostruzione, tramite i vari reperti sparsi, di buona parte di un piccolo sepolcreto villanoviano, rinvenuto in località La Torba nel 1960. Nel 2001 fu recuperato un gran numero di materiali archeologici, in seguito all'abbattimento di una parete del sottoscala del Palazzo Pretorio. Il 30 luglio 2004, dopo trent'anni dalla chiusura, fu inaugurato il nuovo museo archeologico, ospitato al piano superiore della storica polveriera Guzman. Nel corso dell'anno 2007 tutti i reperti esposti sono stati schedati e catalogati dall'archeologa Cristina Chelini di Firenze. Il museo è entrato a far parte della rete provinciale Musei di Maremma.

## Edificio
Il museo è ospitato all'interno della polveriera Guzman, storico edificio fatto costruire dagli spagnoli nel 1692, utilizzata per contenere tonnellate di esplosivo. La polveriera è nota soprattutto perché qui si rifornì Giuseppe Garibaldi nel 1860, poco dopo lo sbarco di Talamone, per la spedizione dei Mille. La struttura è stata recentemente restaurata proprio per ospitare il museo.

## Sale espositive
I reperti del museo archeologico di Orbetello sono esposti in una serie di vetrine allestite al piano superiore della polveriera, all'interno di un'unica grande sala, e seguono un percorso suddiviso per tematiche. La prima vetrina espone alcuni strumenti litici del neolitico ed eneolitico (punte di lancia, punte di lancia peduncolate in selce e in diaspro, una lama di accetta in pietra verde levigata) e di età villanoviana (tre vasi di cinerari di tipo biconico con ansa orizzontale unica, due di essi con coperchio, databili al IX secolo a.C.); la seconda vetrina è invece incentrata sulla lavorazione del bronzo in età orientalizzante e arcaica ed espone patere, coppe, bacili bronzei ed alcuni tripodi, tra cui uno rinvenuto a Vulci nella tomba del Carro di Bronzo, databile al 680-670 a.C..
Nelle altre vetrine sono poi esposte alcune armi da caccia e da guerra (punte di lancia in ferro ed un unico frammento bronzeo di ascia) e oggetti per la filatura e la tessitura (fuseruole, rocchetti ed un peso da telaio che coprono un periodo tra l'VIII e il VI secolo a.C.) – vetrina 3 – ed in più una vasta collezione di ceramiche: ceramica etrusco-geometrica, prodotta dal terzo quarto dell'VIII secolo a.C. ad imitazione di quella greca, con esemplari attribuibili alla Metopengattung, caratterizzata da una decorazione organizzata in metope comprendente rombi reticolati, linee spezzate, linee ondulate, diffusa nelle aree di Tarquinia, Vulci, Castro, Poggio Buco, Pitigliano e Sovana (vetrina 4); ceramica d'impasto, con esposti pythoi, olle, anfore, olpai, attingitoi, kantharoi, kyathoi, ciotole (vetrina 5); bucchero, con oinochoai, attingitoi, calici, kantharoi, kyathoi, kylikes, piattelli, ciotole, coppette, databili tra il VII e il V secolo a.C. (vetrina 7); ceramica etrusco-corinzia, prodotta ad imitazione dei prodotti corinzi in Etruria meridionale, diffusa tra Cere e Vulci tra il 630 e il 540 a.C. (vetrina 8); ceramica attica, con reperti a figure nere, rosse e a vernice nera, tra i quali sono da segnalare alcuni rinvenuti ad Orbetello nel 1929, in località Il Sale (vetrina 11); ceramica etrusca a decorazione figurata e lineare, con un'interessante oinochoe della necropoli di Orbetello a figure rosse raffigurante due profili, uno maschile uno femminile, di buona qualità, riferibile al terzo quarto del IV secolo a.C. (vetrina 13); ceramica a vernice nera (kantharoi, sei klykes con stampigliature di rossetto e palmette nella vasca centrale, risalenti del IV secolo a.C., vari skyphoi, tra cui uno con civetta graffita e dipinta, affiancata da due rami verticali di olivo, due oinochoai con bocca a cartoccio, vasi miniaturistici di varia forma e produzione, due askoi di produzione volterrana) e ceramica sovradipinta, con un cratere a volute di 50 cm e due klykes prodotte nel IV secolo a.C (vetrina 15). Interessanti sono anche alcune esposizioni di oggetti dell'abbigliamento e ornamento degli Etruschi, come fibule, affibbiagli, spirali, bracciali, anelli, ma anche rasoi, bronzetti e oggetti per la bardatura dei cavalli (vetrina 6), unguentari e coppette di produzione etrusco-corinzia e corinzia, due significativi unguentari di produzione egizia, riferibili al VI-V secolo a.C. (vetrina 9), alcune coppe di produzione ionica del VII-VI secolo a.C. (vetrina 10). Sono presenti anche due delle otto anfore che compongono il cosiddetto "gruppo di Orbetello", rinvenute in mare e acquistate dal Comune nel 1957, attribuite al pittore di Micali o alla sua scuola (vetrina 12). Una sezione è dedicata ai bronzi di età classica e ellenistica, con una collezione di strigili, strumenti utilizzati nelle palestre e nelle terme per asportare dal corpo oli, sudore e polvere, risalenti al V secolo a.C., trovati in località Il Cristo di Orbetello, un interessante rivestimento di scudo acquistato dal Comune nel 1957 dai territori di Pescia Romana e Pescia Fiorentina, con testa di gorgone centrale e fregio circolare con scene di caccia, del V secolo a.C. (vetrina 13), e alcuni specchi con decorazioni figurate, tra cui uno raffigurante i Dioscuri, rinvenuto nel 1820 al Cristo di Orbetello, e un altro con l'iscrizione Cathesan, con personaggio maschile che guida una triga di cavalli alati (vetrina 14). Un'ulteriore vetrina, la sedicesima, custodisce quattro anfore, di cui due provenienti da contesti funerari.
Le vetrine successive documentano le ricerche e gli scavi effettuati nell'area di Orbetello e di Poggio Talamonaccio: le vetrine 17, 18 e 19 espongono vasellame e oggetti da mensa in bronzo, oreficerie, ceramiche dipinte e il corredo della necropoli del Cristo, scavata nel 1820 in occasione dei lavori della strada tra Orbetello e Grosseto, oltre che oggetti bronzei da banchetto di provenienza sconosciuta; vasellame, strumenti da banchetto, thymiateria (incenserie) e candelabri, riferibili alla metà del IV secolo a.C., provenienti dagli scavi Vivarelli-Strozzi del 1876-1878 (oggetti del banchetto, da toeletta, ornamento, nucleo del cosiddetto ripostiglio Vivarelli-Strozzi) e dagli scavi della stipe votiva del ripostiglio del Genio Militare, effettuati tra il 1888 e il 1892. Una vetrina è dedicata al mondo femminile, e sono esposti oreficerie (una corona di foglie di alloro e bacche in oro, databile alla metà del IV secolo a.C. di produzione vulcente, orecchini tubulari e a grappolo, anelli in oro, laminette, bottoni dorati, fili d'oro intrecciati provenienti da Talamone) e oggetti da toilette (kadoi, cofanetti, balsamario a testa femminile); mentre altre sempre agli scavi di Carlo Strozzi e Francesco Vivarelli, con due elmi in bronzo dalla forma a calotta emisferica (vetrina 20) e novantuno oggetti in bronzo come punte di lancia, lame di coltello, bottoni, un modellino di aratro, anse, pissidi, e altri materiali in bronzo, piombo e pasta vitrea; ed al ripostiglio del Genio Militare, con la scoperta di armi, attrezzi agricoli, ed un bronzetto di guerriero rinvenuto nel 1888 (vetrine 21 e 22).
Le ultime vetrine sono dedicate ai reperti di epoca romana: ceramiche di età romana di uso domestico, databili tra il II-I secolo a.C. (vetrina 23); lucerne (vetrina 24); frammenti di coppe in ceramica sigillata (vetrina 25); una collezione di monete, emissioni in argento e in bronzo, con un unico esemplare in oro, che offre una panoramica della monetazione romana dalle origini all'età costantiniana (vetrina 26); infine, alcuni ex voto a testa umana, laterizi e terrecotte architettoniche; epigrafi su marmo (vetrina 27).